# Ursus MF-255/3512
Ursus MF-255 – ciągnik licencyjny produkowany w latach 1984–2009 przez ZPC Ursus na licencji firm Massey Ferguson i Perkins.

## Opis modelu

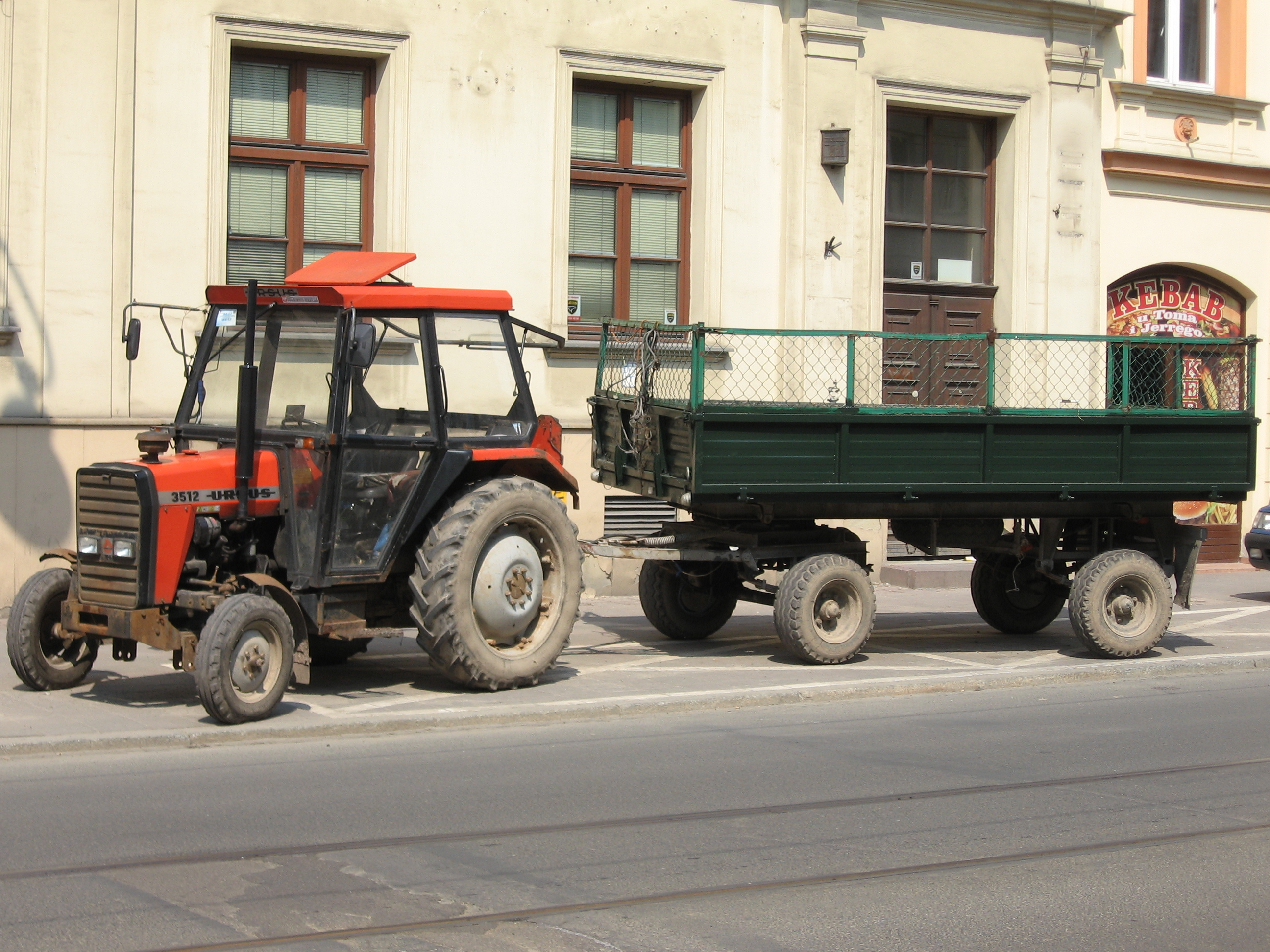
Ursus 3512

Licencję na produkcję ciągników Massey Ferguson serii 200 zakupiono w1974 roku. Seryjną produkcję modelu MF 255 rozpoczęto dopiero w lipcu 1984 roku. W 1988 roku ze względu na wygaśnięcie umowy licencyjnej oznaczenie tego modelu zostało zmienione na Ursus 3512. Do napędu ciągnika zastosowano 3-cylindrowy silnik Perkins AD3.152 UR o pojemności skokowej 2502 cm³, generujący moc 35,8 kW (48 KM). Moment obrotowy tego silnika wynosi 165 Nm przy 1300 obr./min. Najnowsze wersje Agro Bis zostały wyposażone w kabinę o podwyższonym standardzie, maski i błotniki z tworzywa sztucznego oraz układ kierowniczy hydrostatyczny. Ów model miał także wersje z napędem na 4 koła (Ursus 3514) i wersję eksportową z komfortową kabiną. Lecz po dość krótkim okresie produkcji wycofano się z produkcji Ursusów z napędem 4x4. W 2009 roku produkcja modelu 3512 została zakończona, łącznie wyprodukowano 81 127 egzemplarzy modeli Ursus MF-255 (34 090 szt.) i Ursus 3512 (47 037 szt.).

## Silnik

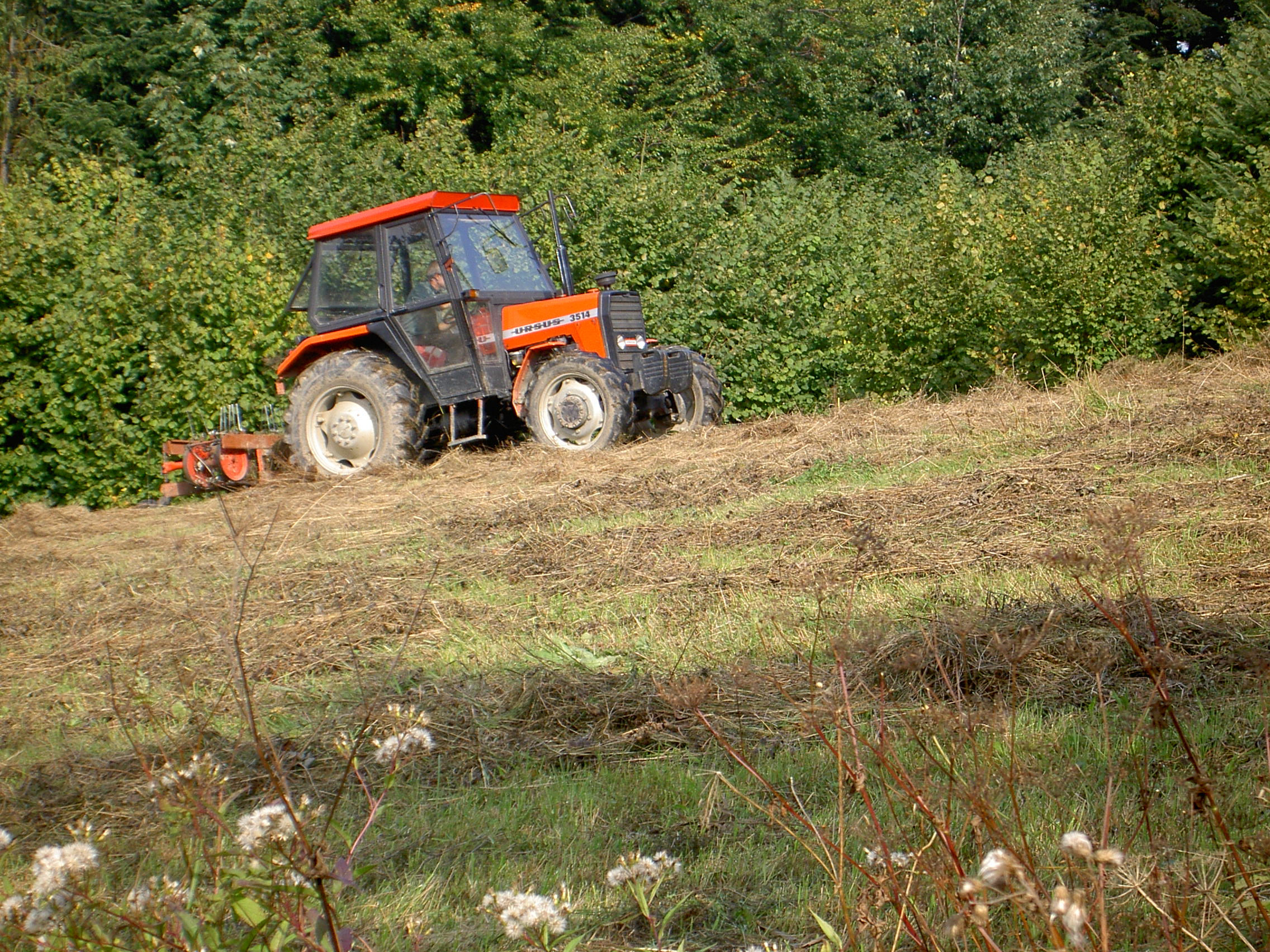
Ursus 3514

- rodzaj: wysokoprężny, czterosuwowy, rzędowy, z bezpośrednim wtryskiem paliwa,
- typ: Perkins AD3.152 UR,
- liczba cylindrów: 3,
- pojemność skokowa: 2502 cm³,
- moc znamionowa kW: 34,6 minimum,
- znamionowa prędkość obrotowa: 2250 obr./min.,
- znamionowy moment obrotowy: 165,4 Nm,
- maksymalny moment obrotowy: 170 Nm,
- jednostkowe zużycie paliwa: 234 g/kW/h,
- liczba obrotów WOM: 540,
- minimalna moc z WOM przy znamionowej prędkości obrotowej: 30,8 kW,
- maksymalne jednostkowe zużycie paliwa przy mocy z WOM jak wyżej: 270 g/kWh.

## Inne
- liczba biegów: 8/2
- podnośnik hydrauliczny: regulacja siłowa, pozycyjna, szybkości reakcji i ciśnieniowa,
- udźwig podnośnika 1318 kg
- masa ciągnika gotowego do pracy z paliwem, bez dodatkowych mas obciążających, ramy ochronnej i kabiny: 2170 kg,
- rozkład masy: przód: 750 kg, tył: 1420 kg,
- masa ciągnika gotowego do pracy z dodatkowymi masami obciążającymi, ale bez masy wody w kołach, bez ramy ochronnej i kabiny: 2570 kg,
- rozkład masy: przód: 950 kg, tył 1620 kg,
- masa ciągnika gotowego do pracy z dodatkowymi masami obciążającymi, kabiną, ale bez masy wody w kołach: 2880 kg,
- rozkład masy: przód: 1100 kg, tył 1770
- ogumienie: przód: 6-16, tył: 12,4-32 lub 14,9-28.